# IC 1259-2
IC 1259-2 — галактика типу S  M (спіральна змішана галактика) у сузір'ї Дракон.
Цей об'єкт міститься в оригінальній редакції індексного каталогу.